# Union Creek
Union Creek az Amerikai Egyesült Államok északnyugati részén, Oregon állam Jackson megyéjében, az Oregon Route 62 mentén elhelyezkedő önkormányzat nélküli település. A helység a Union Creek történelmi negyedben fekszik.
Nevét a Union-patakról kapta. Az 1924-ben megnyílt posta első vezetője Helen C. Herriott volt; ugyan a hivatal működését 1942-ben felfüggesztették, de hivatalosan csak 1945-ben zárt be.

## Fordítás
- Ez a szócikk részben vagy egészben  az   Union Creek, Oregon című angol Wikipédia-szócikk ezen változatának fordításán alapul.  Az eredeti cikk szerkesztőit annak laptörténete sorolja fel. Ez a jelzés csupán a megfogalmazás eredetét és a szerzői jogokat jelzi, nem szolgál a cikkben szereplő információk forrásmegjelöléseként.